# Dioda

Schematická značka polovodičové diody

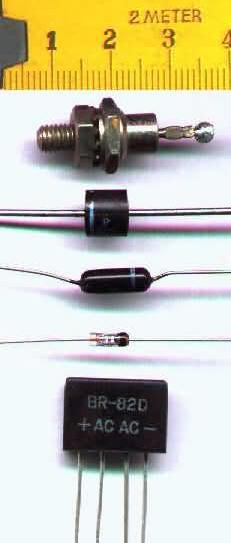
Typy polovodičových diod shora: usměrňovací výkonová dioda, Schottkyho dioda, univerzální dioda, hrotová dioda a usměrňovací můstek
(což je sestava čtyř diod v jednom pouzdře zapojených jako dvoucestný (Grätzův nebo Graetzův) usměrňovací můstek)

Dioda je elektrotechnická součástka se dvěma elektrodami, označovanými jako anoda a katoda, která se vyznačuje velmi odlišným tvarem voltampérové charakteristiky v závislosti na polaritě přiloženého napětí. Po připojení anody na kladnější napětí, nežli je na katodě, klade dioda jen malý odpor průchodu elektrického proudu, zatímco při opačném zapojení je dioda téměř nevodivá.
Pro vytvoření diody lze použít více fyzikálních principů, dříve se obvykle používala vakuová dioda (elektronka), nyní jsou používány polovodičové diody využívající usměrňovací efekt na PN přechodu nebo styku kov-polovodič (Schottkyho dioda).

## Pracovní stavy diody
Propustný směr – na anodě je kladnější napětí než na katodě – dioda zpočátku, až do určitého prahového napětí (pro běžnou křemíkovou diodu je to cca 0,6 - 0,7 V) téměř nevede, pak ale začne proud se zvyšujícím se napětím prudce růst a pokud není omezen dalšími obvodovými prvky, brzy dosáhne maximálního propustného proudu (pro obvyklé usměrňovací diody jsou to jednotky ampér, ale existují i výkonové diody běžně snášející proudy tisíců ampér) a dojde k tepelné destrukci diody. Omezujícím parametrem v propustném směru je tedy maximální proud.
Závěrný směr – na anodě je zápornější napětí než na katodě – diodou protéká jen minimální proud (pro běžnou křemíkovou usměrňovací diodu jde o proud v řádech mikroampér) prakticky bez ohledu na napětí až do dosažení závěrného napětí (což mohou být řádově volty pro LED nebo tisíce voltů pro speciální diody), při kterém začne proud opět prudce růst, a pokud není omezen ostatními prvky obvodu, dojde k destrukci diody (pokud ovšem je proud omezen na přípustnou hodnotu, je tento proces vratný a dioda v této oblasti může pracovat, toho využívají Zenerovy a lavinové diody). Omezujícím parametrem v závěrném směru je tedy maximální napětí.

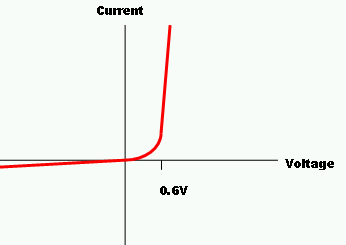
Volt-ampérová charakteristika diody

## Dělení diod
Podle konstrukčního principu a účelu to může být dioda:
- Hrotová dioda – historicky nejstarší typ polovodičových diod, základ krystalky
- Plošná dioda
- Schottkyho dioda – nevyužívá PN přechodu, ale přechodu kov-polovodič
- Elektronka
  - dvojitá dioda – elektronka pro dvoucestné usměrnění
  - Spínací dioda – 0,1 až 0,2 V
  - Usměrňovací dioda – 0,5 V

Na polovodičovém přechodu dochází k mnoha, z fyzikálního hlediska zajímavým, efektům, které jsou při využití diody pro usměrňování na překážku. Proto je vhodnou konstrukcí potlačujeme (např. běžná usměrňovací dioda se chová jako fotodioda, pokud je zbavena neprůsvitného pouzdra) a naopak, vyrábíme speciální diody, u kterých tyto jevy využíváme a vhodnou konstrukcí podporujeme. Příklady jsou:
- Fotodioda – dopadající světelné nebo jiné záření způsobí v oblasti přechodu PN vytvoření dvojice elektron – kladná díra, a tím podle způsobu zapojení dojde ke zvýšení vodivosti nebo ke zvýšení napětí na přechodu PN
- LED – svítivá dioda. Rekombinace v oblasti přechodu PN při průchodu proudu v propustném směru způsobují vznik světelného záření.
- Zenerova dioda – je konstruována speciálně pro práci v závěrném směru
- Tunelová (Esakiho) dioda – má efektivně „záporný odpor“ díky kvantově mechanickému tunelovému jevu, tunelové diody mají silně dopovaný přechod PN široký asi 10 nm a obvykle se vyrábějí z germania, ale mohou být vyrobeny i z arsenidu galia a křemíku
- Inverzní (zpětná) dioda – variace Zenerovy nebo tunelové diody, která má lepší vodivost pro malá zpětná přepětí oproti přímému předpětí napětí, zpětný proud v inverzní (zpětné) diodě vzniká tunelováním, které je také známé jako tunelový jev
- Kapacitní dioda (varikap, varaktor) – speciální dioda konstruovaná pro dosažení vyšší kapacity PN-přechodu v závěrném směru, využívá se k vytvoření napětím řízené kapacity, např. v ladících obvodech rádiových přijímačů
- PIN dioda – speciální dioda, která má uprostřed širokou nedopovanou (nedotovanou, vlastní, intrinsickou) vnitřní polovodičovou oblast mezi polovodičovými oblastmi typu p a typu n, která z PIN diody činí horší usměrňovač (jedna z typických funkcí diody), ale díky ní je vhodná pro atenuátory (speciální zařízení na přesné nebo regulovatelné zeslabení signálu, zejména ve vysokofrekvenční technice), rychlé spínače, fotodetektory a vysokonapěťové aplikace výkonové elektroniky